# Plagiopyga
Plagiopyga is een geslacht van kevers uit de familie van de loopkevers (Carabidae). De wetenschappelijke naam van het geslacht is voor het eerst geldig gepubliceerd in 1848 door Carl Henrik Boheman.

## Soorten
Het geslacht Plagiopyga omvat de volgende soorten:
- Plagiopyga camerunica Basilewsky, 1984
- Plagiopyga chaudoiri Basilewsky, 1943
- Plagiopyga cyclogona (Chaudoir, 1850)
- Plagiopyga cymindoides Peringuey, 1896
- Plagiopyga dolichocephala Basilewsky, 1954
- Plagiopyga endroedyi Basilewsky, 1984
- Plagiopyga ferruginea Boheman, 1848
- Plagiopyga leleupi Basilewsky, 1950
- Plagiopyga lissodera Basilewsky, 1954
- Plagiopyga namaqua Basilewsky, 1984
- Plagiopyga rufa (Gory, 1833)
- Plagiopyga taterae Basilewsky, 1950
- Plagiopyga transvaalensis Barker, 1919